# Autriche aux Jeux olympiques de la jeunesse d'hiver de 2012
L'Autriche a participé aux Jeux olympiques de la jeunesse d'hiver de 2012 à Innsbruck en Autriche du 13 au 22 janvier 2012. Avec 81 athlètes, l'Autriche avait la plus grande équipe de ces Jeux. Le pays hôte a participé à toutes les épreuves sauf l'épreuve de couples en patinage artistique.

## Médaillés
| Médaille | Nom | Sport                                                                                | Épreuve                              | Date       |
| --- | --- | ------------------------------------------------------------------------------------ | ------------------------------------ | ---------- |
| Or | Marco Schwarz | Ski alpin                                                                            | Combiné                              | 15 janvier |
| Or | Elisabeth Gram | Ski acrobatique                                                                      | Ski half-pipe femmes                 | 15 janvier |
| Or | Miriam Stefanie Kastlunger | Luge                                                                                 | Simple femmes                        | 16 janvier |
| Or | Martina Rettenwender Marco Schwarz Christina Ager Mathias Graf | Ski alpin                                                                            | Épreuve parallèle par équipes mixtes | 17 janvier |
| Or | Marco Schwarz | Ski alpin                                                                            | Slalom géant hommes                  | 19 janvier |
| Or | Michelle Buchholzer | Ski acrobatique                                                                      | Ski cross femmes                     | 21 Jan     |
| Argent | Stefan Geisler | Skeleton                                                                             | Individuel hommes                    | 21 janvier |
| Argent | Carina Mair | Skeleton                                                                             | Individuel femmes                    | 21 janvier |
| Argent | Benjamin Maier Robert Ofensberger | Bobsleigh                                                                            | Bob à deux hommes                    | 22 janvier |
| Argent | Équipe d'Autriche de hockey sur glace féminin Autriche (en) \| - Nicole Arnberger - Julia Frick - Tamara Grascher - Alexandra Gürtler - Victoria Hummel - Anna Katharina Iberer \| - Martina Kneß - Anja List - Paula Camilla Marchart - Anna Meixner - Anna Meixner - Julia Pechmann \| - Paulina Polczik - Noemi Prosenz - Anna Schmid - Luisa Steiner - Julia Willenshofer \| | Hockey sur glace                                                                     | Tournoi féminin                      | 22 janvier |
| Bronze | Christina Ager | Ski alpin                                                                            | Super-G                              | 14 janvier |
| Bronze | Miriam Stefanie Kastlunger Armin Frauscher Thomas Steu Lorenz Koller | Luge                                                                                 | Relais par équipes mixtes            | 17 janvier |
| Bronze | Mathias Graf | Ski alpin                                                                            | Slalom                               | 21 janvier |
| - Nicole Arnberger - Julia Frick - Tamara Grascher - Alexandra Gürtler - Victoria Hummel - Anna Katharina Iberer | - Martina Kneß - Anja List - Paula Camilla Marchart - Anna Meixner - Anna Meixner - Julia Pechmann | - Paulina Polczik - Noemi Prosenz - Anna Schmid - Luisa Steiner - Julia Willenshofer |                                      |            |

## Résultats

### Biathlon

#### Hommes
| Athlète          | Épreuve   | Finale        | Finale  | Finale |
| Athlète          | Épreuve   | Temps         | Manqués | Rang   |
| ---------------- | --------- | ------------- | ------- | ------ |
| Thorsten Bischof | Sprint    | 22 min 17 s 7 | 4       | 28     |
| Thorsten Bischof | Poursuite | 31 min 38 s 8 | 3       | 13     |
| Michael Pfeffer  | Sprint    | 20 min 35 s 3 | 3       | 10     |
| Michael Pfeffer  | Poursuite | 31 min 51 s 1 | 9       | 15     |

#### Femmes
| Athlète              | Épreuve   | Finale        | Finale  | Finale |
| Athlète              | Épreuve   | Temps         | Manqués | Rang   |
| -------------------- | --------- | ------------- | ------- | ------ |
| Julia Anna Reisinger | Sprint    | 18 min 24 s 0 | 1       | 7      |
| Julia Anna Reisinger | Poursuite | 29 min 03 s 3 | 2       | 6      |

#### Mixte
| Athlète                                                                   | Épreuve                           | Finale            | Finale  | Finale |
| Athlète                                                                   | Épreuve                           | Temps             | Manqués | Rang   |
| ------------------------------------------------------------------------- | --------------------------------- | ----------------- | ------- | ------ |
| Julia Anna Reisinger Magdalena Millinger Michael Pfeffer Thorsten Bischof | Relais mixte                      | 1 h 19 min 05 s 3 | 4+16    | 13     |
| Julia Reisinger Lisa Unterweger Michael Pfeffer Alexander Gotthalmseder   | Relais mixte ski de fond/biathlon | 1 h 06 min 22 s 9 | 2+5     | 7      |

### Bobsleigh

#### Hommes
Benjamin Maier et Robert Ofensberger ont participé à l'épreuve de bobsleigh hommes.
| Athlète                           | Épreuve           | Finale   | Finale   | Finale        | Finale |
| Athlète                           | Épreuve           | Manche 1 | Manche 2 | Total         | Rang   |
| --------------------------------- | ----------------- | -------- | -------- | ------------- | ------ |
| Benjamin Maier Robert Ofensberger | Bob à deux hommes | 54 s 60  | 54 s 63  | 1 min 49 s 23 | 2      |

### Combiné nordique
| Athlète          | Épreuve    | Saut à ski | Saut à ski | Ski de fond | Ski de fond   | Finale        | Finale |
| Athlète          | Épreuve    | Points     | Rang       | Retard      | Temps ski     | Total Temps   | Rang   |
| ---------------- | ---------- | ---------- | ---------- | ----------- | ------------- | ------------- | ------ |
| Paul Gerstgraser | Individuel | 116,8      | 12         | 1 min 23    | 26 min 25 s 7 | 27 min 48 s 7 | 8      |

### Curling

#### Équipe mixte
Équipe
Skip: Mathias Genner

Third: Camilla Schnabl

Second: Martin Reichel

Lead: Irena Brettbacher

##### Classement
| Groupe rouge    | Skip              | V | D |
| --------------- | ----------------- | - | - |
| Suède           | Rasmus Wranå      | 6 | 1 |
| Canada          | Thomas Scoffin    | 5 | 2 |
| Japon           | Shingo Usui       | 4 | 3 |
| Italie          | Amos Mosaner      | 4 | 3 |
| Grande-Bretagne | Duncan Menzies    | 3 | 4 |
| Russie          | Mikhail Vaskov    | 3 | 4 |
| Autriche        | Mathias Genner    | 2 | 5 |
| Allemagne       | Daniel Rothballer | 1 | 6 |

##### Résultats du tour principal
| B                         | 1 | 2 | 3 | 4 | 5 | 6 | 7 | 8 | 9 | 10 | Total |
| ------------------------- | - | - | - | - | - | - | - | - | - | -- | ----- |
| Grande-Bretagne (Menzies) | 1 | 2 | 1 | 1 | 4 | 0 | X | X |   |    | 9     |
| Autriche (Genner) X       | 0 | 0 | 0 | 0 | 0 | 1 | X | X |   |    | 1     |

| A                  | 1 | 2 | 3 | 4 | 5 | 6 | 7 | 8 | 9 | 10 | Total |
| ------------------ | - | - | - | - | - | - | - | - | - | -- | ----- |
| Autriche (Genner)  | 0 | 0 | 0 | 1 | 0 | 3 | 0 | 2 |   |    | 6     |
| Canada (Scoffin) X | 0 | 3 | 0 | 0 | 1 | 0 | 1 | 0 |   |    | 5     |

| D                 | 1 | 2 | 3 | 4 | 5 | 6 | 7 | 8 | 9 | 10 | Total |
| ----------------- | - | - | - | - | - | - | - | - | - | -- | ----- |
| Autriche (Genner) | 0 | 2 | 0 | 0 | 0 | 3 | 0 | 0 | 0 |    | 5     |
| Japon (Usui) X    | 1 | 0 | 0 | 1 | 0 | 0 | 2 | 1 | 2 |    | 7     |

| B                      | 1 | 2 | 3 | 4 | 5 | 6 | 7 | 8 | 9 | 10 | Total |
| ---------------------- | - | - | - | - | - | - | - | - | - | -- | ----- |
| Autriche (Genner) X    | 0 | 2 | 0 | 0 | 0 | 2 | 0 | 1 | 7 |    | 12    |
| Allemagne (Rothballer) | 0 | 0 | 1 | 2 | 1 | 0 | 1 | 0 | 0 |    | 5     |

| C                 | 1 | 2 | 3 | 4 | 5 | 6 | 7 | 8 | 9 | 10 | Total |
| ----------------- | - | - | - | - | - | - | - | - | - | -- | ----- |
| Autriche (Genner) | 0 | 2 | 3 | 0 | 0 | 0 | 0 | X |   |    | 5     |
| Suède (Wranå) X   | 1 | 0 | 0 | 2 | 1 | 1 | 2 | X |   |    | 7     |

| A                 | 1 | 2 | 3 | 4 | 5 | 6 | 7 | 8 | 9 | 10 | Total |
| ----------------- | - | - | - | - | - | - | - | - | - | -- | ----- |
| Russie (Vaskov) X | 4 | 0 | 0 | 2 | 0 | 0 | 0 | 2 |   |    | 8     |
| Autriche (Genner) | 0 | 1 | 1 | 0 | 1 | 1 | 1 | 0 |   |    | 5     |

| C                  | 1 | 2 | 3 | 4 | 5 | 6 | 7 | 8 | 9 | 10 | Total |
| ------------------ | - | - | - | - | - | - | - | - | - | -- | ----- |
| Italie (Mosaner) X | 2 | 0 | 0 | 2 | 2 | 0 | 0 | X |   |    | 6     |
| Autriche (Genner)  | 0 | 0 | 1 | 0 | 0 | 1 | 1 | X |   |    | 3     |

#### Doubles mixtes

##### Résultats
16e de finale
| B                                          | 1 | 2 | 3 | 4 | 5 | 6 | 7 | 8 | 9 | 10 | Total |
| ------------------------------------------ | - | - | - | - | - | - | - | - | - | -- | ----- |
| Wang Jinbo (CHN) Ina Roll Backe (NOR) X    | 2 | 2 | 0 | 1 | 0 | 2 | 0 | 1 |   |    | 8     |
| Camilla Schnabel (AUT) Jordan Wåhlin (SWE) | 0 | 0 | 2 | 0 | 3 | 0 | 2 | 0 |   |    | 7     |

| C                                         | 1 | 2 | 3 | 4 | 5 | 6 | 7 | 8 | 9 | 10 | Total |
| ----------------------------------------- | - | - | - | - | - | - | - | - | - | -- | ----- |
| Corryn Brown (CAN) Martin Reichel (AUT) X | 1 | 0 | 0 | 3 | 0 | 1 | 1 | 0 |   |    | 6     |
| Shingo Usui (JPN) Cao Ying (CHN)          | 0 | 1 | 1 | 0 | 1 | 0 | 0 | 1 |   |    | 4     |

| A                                      | 1 | 2 | 3 | 4 | 5 | 6 | 7 | 8 | 9 | 10 | Total |
| -------------------------------------- | - | - | - | - | - | - | - | - | - | -- | ----- |
| Mathias Genner (AUT) Lisa Gisler (SUI) | 0 | 0 | 0 | 1 | 0 | 1 | 0 | X |   |    | 2     |
| Yang Ying (CHN) Thomas Howell (USA) X  | 3 | 1 | 2 | 0 | 3 | 0 | 1 | X |   |    | 10    |

| D                                            | 1 | 2 | 3 | 4 | 5 | 6 | 7 | 8 | 9 | 10 | Total |
| -------------------------------------------- | - | - | - | - | - | - | - | - | - | -- | ----- |
| Alzbeta Baudyšová (CZE) Bai Yang (CHN)       | 0 | 0 | 0 | 5 | 1 | 0 | 3 | 0 |   |    | 9     |
| Amos Mosaner (ITA) Irena Brettbacher (AUT) X | 1 | 1 | 1 | 0 | 0 | 4 | 0 | 3 |   |    | 10    |

8e de finale
| A                                           | 1 | 2 | 3 | 4 | 5 | 6 | 7 | 8 | 9 | 10 | Total |
| ------------------------------------------- | - | - | - | - | - | - | - | - | - | -- | ----- |
| Corryn Brown (CAN) Martin Reichel (AUT) X   | 1 | 1 | 1 | 2 | 0 | 1 | 1 | 0 |   |    | 7     |
| Kang Sue-yeon (KOR) Krystof Krupanský (CZE) | 0 | 0 | 0 | 0 | 2 | 0 | 0 | 2 |   |    | 4     |

| B                                          | 1 | 2 | 3 | 4 | 5 | 6 | 7 | 8 | 9 | 10 | Total |
| ------------------------------------------ | - | - | - | - | - | - | - | - | - | -- | ----- |
| Yoo Min-hyeon (KOR) Mako Tamakuma (JPN) X  | 2 | 0 | 3 | 1 | 1 | 0 | 2 | X |   |    | 9     |
| Amos Mosaner (ITA) Irena Brettbacher (AUT) | 0 | 1 | 0 | 0 | 0 | 3 | 0 | X |   |    | 4     |

Quart de finale
| D                                         | 1 | 2 | 3 | 4 | 5 | 6 | 7 | 8 | 9 | 10 | Total |
| ----------------------------------------- | - | - | - | - | - | - | - | - | - | -- | ----- |
| Korey Dropkin (USA) Marina Verenich (RUS) | 1 | 2 | 2 | 0 | 4 | 0 | 0 | X |   |    | 9     |
| Corryn Brown (CAN) Martin Reichel (AUT) X | 0 | 0 | 0 | 1 | 0 | 1 | 1 | X |   |    | 3     |

### Hockey sur glace

#### Tournoi féminin

##### Équipe
| No. | Pos.             | Nom de la membre de l'équipe autrichienne féminine des - de 18 ans aux JOJ | Taille | Poids | Date de naissance | Équipe actuelle            |
| --- | ---------------- | -------------------------------------------------------------------------- | ------ | ----- | ----------------- | -------------------------- |
|     | Gardienne de but | Paula Camilla Marchart (en)                                                |        |       | 25 juillet 1994   | Wiener Eislöwen            |
|     | Gardienne de but | Julia Pechmann (en)                                                        |        |       | 10 mars 1994      | 1. DEC Devils Graz         |
|     | Gardienne de but | Anna Schmid (en)                                                           |        |       | 30 octobre 1994   | SK Zirl                    |
|     | Défenseure       | Nicole Arnberger (en)                                                      |        |       | 27 septembre 1994 | HC Die 48er                |
|     | Défenseure       | Martina Kneß (en)                                                          |        |       | 6 mai 1994        | Neuberg Highlanders        |
|     | Défenseure       | Noemi Prosenz (en)                                                         |        |       | 19 septembre 1994 | Mad Dogs Wr. Neustadt      |
|     | Défenseure       | Paulina Polczik (en)                                                       |        |       | 20 août 1994      | ED "Die Adler" Kitzbühel   |
|     | Défenseure       | Luisa Steiner (en)                                                         |        |       | 13 février 1994   | Red Angels Innsbruck       |
|     | Attaquante       | Julia Frick (en)                                                           |        |       | 29 juillet 1994   | EC "Die Adler" Kitzbühel   |
|     | Attaquante       | Tamara Grascher (en)                                                       |        |       | 13 juin 1994      | Gipsy Femmes Villach       |
|     | Attaquante       | Alexandra Gürtler (en)                                                     |        |       | 21 novembre 1994  | Tornados Ice Cats Linz     |
|     | Attaquante       | Victoria Hummel (en)                                                       |        |       | 4 janvier 1994    | Wiener Eislöwen            |
|     | Attaquante       | Anna Katharina Iberer (en)                                                 |        |       | 19 mars 1994      | Vienna Flyers              |
|     | Attaquante       | Anja List (en)                                                             |        |       | 21 décembre 1994  | DEC Salzburg Eagles        |
|     | Attaquante       | Anna Meixner (en)                                                          |        |       | 16 juin 1996      | EK Zeller Eisbären Juniors |
|     | Attaquante       | Anna Meixner (en)                                                          |        |       | 21 août 1994      | Dylan Panthers Frohnleiten |
|     | Attaquante       | Julia Willenshofer (en)                                                    |        |       | 22 septembre 1994 | Kapfenberg Bulls           |

Staff technique
Entraîneur : Christian Yngve

#### Résultats

##### Tour préliminaire
| Légende                 |
| ----------------------- |
| Qualifié en demi-finale |

| Équipe     | PJ | G | VP | DP | P | BP | BC | Diff | PTS |
| ---------- | -- | - | -- | -- | - | -- | -- | ---- | --- |
| Suède      | 4  | 4 | 0  | 0  | 0 | 43 | 0  | +43  | 12  |
| Autriche   | 4  | 3 | 0  | 0  | 1 | 22 | 6  | +16  | 9   |
| Allemagne  | 4  | 2 | 0  | 0  | 2 | 12 | 16 | -4   | 6   |
| Kazakhstan | 4  | 1 | 0  | 0  | 3 | 3  | 28 | -25  | 3   |
| Slovaquie  | 4  | 0 | 0  | 0  | 4 | 1  | 31 | -30  | 0   |

| 13 janvier 2012 | Autriche | 9-0 (2–0, 5–0, 2–0) | Slovaquie | Tyrolean Ice Arena 245 spectateurs |

| Feuille de match        | Feuille de match | Feuille de match                    | Feuille de match | Feuille de match                                         |
| ----------------------- | --- | ----------------------------------- | ---------------- | -------------------------------------------------------- |
|                         | J. Willenshofer (V. Hummel, N. Arnberger) (SN) – 5 min 51 s T. Grascher (J. Frick) – 8 min 33 s T. Grascher (A. Meixner) – 15 min 46 s A. Guertler (T. Grascher, A. Iberer) – 17 min 7 s J. Frick – 21 min 34 s P. Polczik (V. Hummel) – 23 min 32 s A. Meixner (J. Willenshofer) – 24 min 59 s J. Frick (A. Meixner, A. List) (SN) – 33 min 15 s J. Willenshofer (V. Hummel) – 37 min 23 s | 1–0 2–0 3–0 4–0 5–0 6–0 7–0 8–0 9–0 |                  | Arbitrage : Kaisa Ketonen Nikola Dvorakova Mirjam Gruber |
| Paula Camilla Marchhart | Gardiens | Nikola Kaliska                      |                  | Arbitrage : Kaisa Ketonen Nikola Dvorakova Mirjam Gruber |
| 2 min                   | Pénalités | 4 min                               |                  | Arbitrage : Kaisa Ketonen Nikola Dvorakova Mirjam Gruber |
| 44                      | Tirs | 3                                   |                  | Arbitrage : Kaisa Ketonen Nikola Dvorakova Mirjam Gruber |

| 14 janvier 2012 | Kazakhstan | 1-8 (0–3, 1–4, 0–1) | Autriche | Tyrolean Ice Arena 534 spectateurs |

| Feuille de match | Feuille de match                                         | Feuille de match                    | Feuille de match | Feuille de match                                 |
| ---------------- | -------------------------------------------------------- | ----------------------------------- | --- | ------------------------------------------------ |
|                  | Z. Nurgaliyeva (S. Urpekbayeva, M. Ryspek) – 27 min 12 s | 0–1 0–2 0–3 0–4 0–5 0–6 0–7 1–7 1–8 | 8 min 15 s – A. Meixner (M. Kness) (SN) 9 min 7 s – J. Frick (N. Arnberger, V. Hummel) 11 min 17 s – V. Hummel (J. Frick, M. Kness) 20 min 1 s – A. Meixner 22 min 40 s – A. Schmid (J. Willenshofer, N. Prosenz) 24 min 43 s – A. Guertler (A. Iberer, N. Arnberger) 26 min 15 s – A. List (A. Meixner, J. Frick) 41 min 58 s – V. Hummel (N. Arnberger, M. Kness) | Arbitrage : Meghan Mallette HUI Wang Taru Tanhua |
| Anastassiya Ogay | Gardiens                                                 | Paula Camilla Marchhart             | | Arbitrage : Meghan Mallette HUI Wang Taru Tanhua |
| 10 min           | Pénalités                                                | 4 min                               | | Arbitrage : Meghan Mallette HUI Wang Taru Tanhua |
| 10               | Tirs                                                     | 32                                  | | Arbitrage : Meghan Mallette HUI Wang Taru Tanhua |

| 16 janvier 2012 | Allemagne | 2-5 (2–2, 0–1, 0–2) | Autriche | Tyrolean Ice Arena 475 spectateurs |

| Feuille de match | Feuille de match                                                                          | Feuille de match            | Feuille de match | Feuille de match                                         |
| ---------------- | ----------------------------------------------------------------------------------------- | --------------------------- | --- | -------------------------------------------------------- |
|                  | V. Offermann (P. Szawlowski) – 8 min 34 s P. Szawlowski (V. Offermann) (SN) – 14 min 31 s | 0–1 1–1 1–2 2–2 2–3 2–4 2–5 | 6 min 2 s – V. Hummel (J. Willenshofer) 10 min 51 s – J. Willenshofer (A. Meixner) (IN) 15 min 59 s – T. Grascher (A. Meixner) 31 min 1 s – J. Willenshofer (J. Frick) 33 min 34 s – V. Hummel (T. Grascher) | Arbitrage : Meghan Mallette Nikola Dvorakova Taru Tanhua |
| Viola Hotter     | Gardiens                                                                                  | Paula Camilla Marchhart     | | Arbitrage : Meghan Mallette Nikola Dvorakova Taru Tanhua |
| 2 min            | Pénalités                                                                                 | 4 min                       | | Arbitrage : Meghan Mallette Nikola Dvorakova Taru Tanhua |
| 31               | Tirs                                                                                      | 20                          | | Arbitrage : Meghan Mallette Nikola Dvorakova Taru Tanhua |

| 17 janvier | Autriche | 0-3 (0–2, 0–0, 0–1) | Suède | Tyrolean Ice Arena 432 spectateurs |

| Feuille de match        | Feuille de match | Feuille de match        | Feuille de match | Feuille de match                                   |
| ----------------------- | ---------------- | ----------------------- | --- | -------------------------------------------------- |
|                         |                  | 0–1 0–2 0–3             | 12 min 31 s - A. Lindberg (M. Wong, A. Johansson) 14 min 44 s - A. Kjellbin (L. Peterson) (SN) 32 min 46 s - K. Andersson (A. Kjellbin) | Arbitrage : Ceci Morris Mirjam Gruber Trine Viskum |
| Paula Camilla Marchhart | Gardiens         | Jessica Wahlström Hjort | | Arbitrage : Ceci Morris Mirjam Gruber Trine Viskum |
| 14 min                  | Pénalités        | 35 min                  | | Arbitrage : Ceci Morris Mirjam Gruber Trine Viskum |
| 11                      | Tirs             | 54                      | | Arbitrage : Ceci Morris Mirjam Gruber Trine Viskum |

##### Demi-finale
| 20 janvier 2012 | Autriche | 2-0 (0–0, 2–0, 0–0) | Allemagne | Tyrolean Ice Arena 1 311 spectateurs |

| Feuille de match        | Feuille de match                                                            | Feuille de match | Feuille de match | Feuille de match                                      |
| ----------------------- | --------------------------------------------------------------------------- | ---------------- | ---------------- | ----------------------------------------------------- |
|                         | A. Meixner (A. List) – 18 min 17 s A. Meixner (V. Hummel) (SN) – 27 min 6 s | 1–0 2–0          |                  | Arbitrage : Meghan Mallette Mirjam Gruber Taru Tanhua |
| Paula Camilla Marchhart | Gardiens                                                                    | Meike Krimphove  |                  | Arbitrage : Meghan Mallette Mirjam Gruber Taru Tanhua |
| 8 min                   | Pénalités                                                                   | 6 min            |                  | Arbitrage : Meghan Mallette Mirjam Gruber Taru Tanhua |
| 12                      | Tirs                                                                        | 22               |                  | Arbitrage : Meghan Mallette Mirjam Gruber Taru Tanhua |

##### Finale
| 22 janvier 2012 | Suède | 3-0 (1-0, 1-0, 1-0) | Autriche | Tyrolean Ice Arena 1 095 spectateurs |

| Feuille de match | Feuille de match | Feuille de match        | Feuille de match | Feuille de match                                   |
| ---------------- | --- | ----------------------- | ---------------- | -------------------------------------------------- |
|                  | E. Alasalmi (A. Lindberg, M. Wong) (SN) – 13 min 20 s L. Backlin (R. Hoglund) (SN) - 29 min 50 s E. Alasalmi (J. Eidensten) - 37 min 7 s | 1-0 2-0 3-0             |                  | Arbitrage : Kaisa Ketonen Taru Tanhua Trine Viskum |
| Sara Besseling   | Gardiens | Paula Camilla Marchhart |                  | Arbitrage : Kaisa Ketonen Taru Tanhua Trine Viskum |
| 4 min            | Pénalités | 14 min                  |                  | Arbitrage : Kaisa Ketonen Taru Tanhua Trine Viskum |
| 28               | Tirs | 11                      |                  | Arbitrage : Kaisa Ketonen Taru Tanhua Trine Viskum |

Rang final :  2

#### Tournoi masculin

##### Équipe
L'Autriche a participé dans le tournoi masculin de hockey sur glace avec une équipe de 17 joueurs:
| No. | Pos.           | Nom du membre de l'équipe autrichienne masculine des - de 16 ans aux JOJ | Taille | Poids | Date de naissance | Équipe actuelle             |
| --- | -------------- | ------------------------------------------------------------------------ | ------ | ----- | ----------------- | --------------------------- |
| 30  | Gardien de but | Stefan Müller (en)                                                       | 178 cm | 78 kg | 5 février 1996    | Pikes EHC Oberthurgau (SUI) |
| 29  | Gardien de but | Thomas Stroj (en)                                                        | 183 cm | 69 kg | 9 avril 1996      | EC VSV                      |
| 18  | Défenseur      | Mathias Hagen (en)                                                       | 176 cm | 75 kg | 23 janvier 1996   | SC Rheintal (SUI)           |
| 7   | Défenseur      | Fabian Kau (en)                                                          | 185 cm | 80 kg | 2 février 1996    | EC KAC                      |
| 12  | Défenseur      | Erik Kirchschläger (en)                                                  | 172 cm | 61 kg | 4 février 1996    | EHC Liwest Linz             |
| 11  | Défenseur      | Tobias Oberauer (en)                                                     | 181 cm | 79 kg | 10 novembre 1996  | EC KAC                      |
| 17  | Défenseur      | Lukas Telsnig (en)                                                       | 178 cm | 76 kg | 28 janvier 1996   | EC KAC                      |
| 19  | Défenseur      | Felix Urstöger (en)                                                      | 182 cm | 66 kg | 5 juin 1996       | EHC Liwest Linz             |
| 9   | Attaquant      | Maximillian Egger (en)                                                   | 182 cm | 80 kg | 11 septembre 1996 | EC Red Bull Salzbourg       |
| 6   | Attaquant      | Stefan Gaffal (en)                                                       | 173 cm | 58 kg | 24 novembre 1996  | EHC Liwest Linz             |
| 4   | Attaquant      | Mario Huber (en)                                                         | 186 cm | 90 kg | 8 août 1996       | HC TWK Innsbruck "Die Haie" |
| 8   | Attaquant      | Nikolaus Kraus (en)                                                      | 177 cm | 70 kg | 21 novembre 1996  | L.A. Stars                  |
| 2   | Attaquant      | Manuel Rosenlechner (en)                                                 | 176 cm | 80 kg | 12 février 1996   | EC Red Bull Salzbourg       |
| 20  | Attaquant      | Sandro Seifried (en)                                                     | 172 cm | 70 kg | 1er novembre 1996 | EC KAC                      |
| 14  | Attaquant      | Stefan Manuel Trost (en)                                                 | 178 cm | 68 kg | 28 avril 1996     | Moser Medical Graz 99ers    |
| 15  | Attaquant      | Nikolaus Zierer (en)                                                     | 181 cm | 73 kg | 5 janvier 1996    | Moser Medical Graz 99ers    |
| 16  | Attaquant      | Dominic Zwerger (en)                                                     | 181 cm | 80 kg | 16 juillet 1996   | SC Rheintal (SUI)           |

Staff technique
Entraîneur : Kurt Harand

Assistant entraîneur : Harald Pschernig

Assistant entraîneur : Wolfgang Hagen

Manager équipement : Wolfgang Nickel

Chef de l'équipe : Wolfgang Ebner

##### Tour préliminaire
| Légende                        |
| ------------------------------ |
| Qualifié pour les demi-finales |

Groupe A
| Équipe     | PJ | G | VP | DP | P | BP | BC | Diff | PTS |
| ---------- | -- | - | -- | -- | - | -- | -- | ---- | --- |
| Russie     | 4  | 3 | 0  | 0  | 1 | 25 | 9  | +16  | 9   |
| Canada     | 4  | 2 | 1  | 0  | 1 | 20 | 7  | +13  | 8   |
| Finlande   | 4  | 2 | 0  | 1  | 1 | 13 | 11 | +2   | 7   |
| États-Unis | 4  | 2 | 0  | 0  | 2 | 14 | 18 | –4   | 6   |
| Autriche   | 4  | 0 | 0  | 0  | 4 | 3  | 30 | –27  | 0   |

| 13 janvier 2012 | Autriche | 0-3 (0–0, 0–0, 0–3) | Finlande | Tyrolean Ice Arena 520 spectateurs |

| Feuille de match | Feuille de match | Feuille de match | Feuille de match | Feuille de match                                          |
| ---------------- | ---------------- | ---------------- | --- | --------------------------------------------------------- |
|                  |                  | 0–1 0–2 0–3      | 30 min 22 s – K. Kapanen (W. Hopponen) 32 min 5 s – W. Hopponen (M. Honkanen, K. Kapanen) 44 min 40 s – J. Kiviranta (E. Sopanen, J. Kannel) (IN - CV) | Arbitrage : Simon Aicher Andrei Haurylenka Benjamin Hoppe |
| Thomas Stroj     | Gardiens         | Juuso Kannel     | | Arbitrage : Simon Aicher Andrei Haurylenka Benjamin Hoppe |
| 10 min           | Pénalités        | 2 min            | | Arbitrage : Simon Aicher Andrei Haurylenka Benjamin Hoppe |
| 8                | Tirs             | 44               | | Arbitrage : Simon Aicher Andrei Haurylenka Benjamin Hoppe |

| 14 janvier | États-Unis | 7-2 (4–0, 1–1, 2–1) | Autriche | Tyrolean Ice Arena 1 180 spectateurs |

| Feuille de match | Feuille de match | Feuille de match                    | Feuille de match                                        | Feuille de match                                     |
| ---------------- | --- | ----------------------------------- | ------------------------------------------------------- | ---------------------------------------------------- |
|                  | Gersich (Godbout, NSchmaltz) – 0 min 47 s Wegwerth (Eichel, Clarke) – 1 min 13 s MacInnis (Magyar, Baughman) (SN) – 9 min 2 s Gersich (Eichel) (SN) – 12 min 3 s Gersich (Billitier) – 23 min 37 s MacInnis (Godbout, Jacobs) (IN) – 41 min 6 s Godbout (Schmaltz) (IN) – 41 min 24 s | 1–0 2–0 3–0 4–0 4–1 5–1 5–2 6–2 7–2 | 20 min 40 s – Huber 30 min 44 s – Gaffal (Kraus, Huber) | Arbitrage : Andris Ansons Tilen Pahor Daniel Persson |
| Edwin Minney     | Gardiens | Stefan Müller                       |                                                         | Arbitrage : Andris Ansons Tilen Pahor Daniel Persson |
| 14 min           | Pénalités | 10 min                              |                                                         | Arbitrage : Andris Ansons Tilen Pahor Daniel Persson |
| 42               | Tirs | 16                                  |                                                         | Arbitrage : Andris Ansons Tilen Pahor Daniel Persson |

| 16 janvier 2012 | Russie | 11-1 (0–1, 4–0, 7–0) | Autriche | Tyrolean Ice Arena 1 274 spectateurs |

| Feuille de match | Feuille de match | Feuille de match                                  | Feuille de match                        | Feuille de match                                          |
| ---------------- | --- | ------------------------------------------------- | --------------------------------------- | --------------------------------------------------------- |
|                  | S. Kondratyev (D. Vovchenko, E. Tsvetkov) – 16 min 13 s A. Svetlakov (D. Vovchenko) – 19 min 33 s I. Nikolishin (A. Nekolenko) – 25 min 51 s A. Protapovich (M. Lazarev) (SN) – 27 min 55 s I. Zinovev (SN) – 31 min 23 s I. Svetchnikov (A. Protapovich) – 33 min 22 s I. Nikolishin (I. Zinovev) – 33 min 32 s A. Protapovich (M. Lazarev, E. Orlov) (SN) – 35 min 34 s A. Mikulovich (I. Nikolishin, D. Sergeev) – 40 min 4 s I. Svetchnikov (M. Lazarev, E. Nasybullin) (SN) – 42 min 41 s I. Nikolishin (I. Zinovev, A. Nekolenko) – 43 min 52 s | 0–1 1–1 2–1 3–1 4–1 5–1 6–1 7–1 8–1 9–1 10–1 11–1 | 12 min 30 s – S. Gaffal (N. Kraus) (SN) | Arbitrage : Andreas Harnebring Tilen Pahor Daniel Persson |
| Sergey Koborov   | Gardiens | Thomas Stroj                                      |                                         | Arbitrage : Andreas Harnebring Tilen Pahor Daniel Persson |
| 8 min            | Pénalités | 16 min                                            |                                         | Arbitrage : Andreas Harnebring Tilen Pahor Daniel Persson |
| 53               | Tirs | 12                                                |                                         | Arbitrage : Andreas Harnebring Tilen Pahor Daniel Persson |

| 17 janvier 2012 | Autriche | 0-9 (0–4, 0–2, 0–3) | Canada | Tyrolean Ice Arena 749 spectateurs |

| Feuille de match | Feuille de match | Feuille de match                    | Feuille de match | Feuille de match                                        |
| ---------------- | ---------------- | ----------------------------------- | --- | ------------------------------------------------------- |
|                  |                  | 0–1 0–2 0–3 0–4 0–5 0–6 0–7 0–8 0–9 | 0 min 40 s – A. Brooks (N. Hébert, B. Martin) 2 min 16 s – R. Burton (N. Yetman, J. Crossman) 6 min 15 s – R. Gropp (E. Cornel) (SN) 12 min 7 s – E. Cornel (R. Gropp) 16 min 42 s – R. Gardiner (R. Gropp) 24 min 35 s – G. James 38 min 31 s – R. Duke (B. Martin, A. Brooks) (SN) 40 min 14 s – R. Pilon 41 min 24 s – R. Duke (B. Martin, J. Carrick) | Arbitrage : Stian Halm Andrei Haurylenka Benjamin Hoppe |
| Stefan Müller    | Gardiens         | Sam Walsh                           | | Arbitrage : Stian Halm Andrei Haurylenka Benjamin Hoppe |
| 10 min           | Pénalités        | 6 min                               | | Arbitrage : Stian Halm Andrei Haurylenka Benjamin Hoppe |
| 16               | Tirs             | 44                                  | | Arbitrage : Stian Halm Andrei Haurylenka Benjamin Hoppe |

L'équipe ne se qualifie pas pour les demi-finales.

#### Concours d'agilité
Hommes
| Athlète(s)    | Épreuve                     | Qualification | Qualification | Grande finale | Grande finale |
| Athlète(s)    | Épreuve                     | Points        | Rang          | Points        | Rang          |
| ------------- | --------------------------- | ------------- | ------------- | ------------- | ------------- |
| Stefan Gaffal | Concours masculin d'agilité | 8             | 11            | Non qualifié  | Non qualifié  |

Femmes
| Athlète(s)      | Épreuve                    | Qualification | Qualification | Grande finale | Grande finale |
| Athlète(s)      | Épreuve                    | Points        | Rang          | Points        | Rang          |
| --------------- | -------------------------- | ------------- | ------------- | ------------- | ------------- |
| Victoria Hummel | Concours féminin d'agilité | 14            | 9             | Non qualifiée | Non qualifiée |

### Luge

#### Simple
| Athlète                    | Épreuve       | Finale   | Finale   | Finale         | Finale |
| Athlète                    | Épreuve       | Manche 1 | Manche 2 | Total          | Rang   |
| -------------------------- | ------------- | -------- | -------- | -------------- | ------ |
| Armin Frauscher            | Simple hommes | 40 s 093 | 40 s 199 | 1 min 20 s 292 | 9      |
| David Gleirscher           | Simple hommes | 40 s 218 | 40 s 602 | 1 min 20 s 820 | 17     |
| Miriam Stefanie Kastlunger | Simple femmes | 40 s 107 | 40 s 090 | 1 min 20 s 197 | 1      |
| Nina Prock                 | Simple femmes | 40 s 247 | 40 s 352 | 1 min 20 s 599 | 4      |

#### Doubles
| Athlète                   | Épreuve | Finale   | Finale   | Finale         | Finale |
| Athlète                   | Épreuve | Manche 1 | Manche 2 | Total          | Rang   |
| ------------------------- | ------- | -------- | -------- | -------------- | ------ |
| Lorenz Koller Thomas Steu | Doubles | 43 s 013 | 42 s 999 | 1 min 26 s 012 | 6      |

#### Équipe
| Athlète                                                              | Épreuve                   | Finale   | Finale   | Finale   | Finale         | Finale |
| Athlète                                                              | Épreuve                   | Hommes   | Femmes   | Doubles  | Total          | Rang   |
| -------------------------------------------------------------------- | ------------------------- | -------- | -------- | -------- | -------------- | ------ |
| Miriam Stefanie Kastlunger Armin Frauscher Thomas Steu Lorenz Koller | Relais par équipes mixtes | 44 s 676 | 46 s 902 | 47 s 285 | 2 min 18 s 863 | 3      |

### Patinage artistique

#### Hommes
| Athlète(s)       | Épreuve    | PS/DO  | PS/DO | PL/DL  | PL/DL | Total  | Total |
| Athlète(s)       | Épreuve    | Points | Rang  | Points | Rang  | Points | Rang  |
| ---------------- | ---------- | ------ | ----- | ------ | ----- | ------ | ----- |
| Manuel Drechsler | Individuel | 28,62  | 15    | 56,46  | 16    | 85,08  | 15    |

#### Femmes
| Athlète(s)             | Épreuve    | PS/DO  | PS/DO | PL/DL  | PL/DL | Total  | Total |
| Athlète(s)             | Épreuve    | Points | Rang  | Points | Rang  | Points | Rang  |
| ---------------------- | ---------- | ------ | ----- | ------ | ----- | ------ | ----- |
| Nina Larissa Wolfslast | Individuel | 34,45  | 12    | 61,81  | 13    | 96,26  | 13    |

#### Danse sur glace
| Athlète(s)                       | Épreuve         | PS/DO  | PS/DO | PL/DL  | PL/DL | Total  | Total |
| Athlète(s)                       | Épreuve         | Points | Rang  | Points | Rang  | Points | Rang  |
| -------------------------------- | --------------- | ------ | ----- | ------ | ----- | ------ | ----- |
| Christine Smith/Simon Eisenbauer | Danse sur glace | 32,22  | 9     | 46,04  | 9     | 78,36  | 9     |

### Patinage de vitesse

#### Hommes
| Athlète             | Épreuve       | Course 1 | Course 2 | Total         | Rang |
| ------------------- | ------------- | -------- | -------- | ------------- | ---- |
| Thomas Petutschnigg | 500 m         | 41 s 44  | 41 s 73  | 83 s 17       | 13   |
| Thomas Petutschnigg | Départ groupé |          |          | 7 min 20 s 39 | 13   |
| Manuel Vogl         | 1 500 m       |          |          | 2 min 05 s 32 | 13   |
| Manuel Vogl         | 3 000 m       |          |          | 4 min 27 s 27 | 10   |
| Manuel Vogl         | Départ groupé |          |          | 7 min 14 s 51 | 8    |

### Patinage de vitesse sur piste courte
Hommes
| Athlète           | Épreuve             | Quart de finale | Quart de finale | Demi-finale   | Demi-finale | Finale         | Finale |
| Athlète           | Épreuve             | Temps           | Rang            | Temps         | Rang        | Temps          | Rang   |
| ----------------- | ------------------- | --------------- | --------------- | ------------- | ----------- | -------------- | ------ |
| Dominic Andermann | 500 mètres hommes   | 48 s 312        | 4 qCD           | 47 s 751      | 2 qC        | 50 s 729       | 3      |
| Dominic Andermann | 1 000 mètres hommes | 1 min 39 s 869  | 4 qCD           | 1 min 38 s822 | 4 qD        | 1 min 39 s 097 | 3      |

Femmes
| Athlète          | Épreuve             | Quart de finale | Quart de finale | Demi-finale    | Demi-finale | Finale         | Finale |
| Athlète          | Épreuve             | Temps           | Rang            | Temps          | Rang        | Temps          | Rang   |
| ---------------- | ------------------- | --------------- | --------------- | -------------- | ----------- | -------------- | ------ |
| Melanie Brantner | 500 mètres femmes   | 53 s 635        | 4 qCD           | 51 s 375       | 3 qD        | 51 s 150       | 2      |
| Melanie Brantner | 1 000 mètres femmes | 1 min 46 s 275  | 4 qCD           | 1 min 47 s 437 | 3 qD        | 1 min 46 s 885 | 2      |

Mixte
| Athlète                                                                                         | Épreuve              | Demi-finale    | Demi-finale | Finale         | Finale   |
| Athlète                                                                                         | Épreuve              | Temps          | Rang        | Temps          | Rang     |
| ----------------------------------------------------------------------------------------------- | -------------------- | -------------- | ----------- | -------------- | -------- |
| Équipe A Suk Hee Shim (KOR) Yoann Martinez (FRA) Melanie Brantner (AUT) Denis Aïrapetian (RUS)  | Relais mixte par CNO | 4 min 21 s 668 | 2 Q         | 4 min 26 s 352 | 3        |
| Équipe G Dariya Goncharova (KAZ) Su Min Yoon (KOR) Arianna Sighel (ITA) Dominic Andermann (AUT) | Relais mixte par CNO | 4 min 22 s 356 | 3 qB        | Pénalité       | Pénalité |

### Saut à ski
| Athlète         | Épreuve           | 1er saut | 1er saut | 2e saut  | 2e saut | Finale   | Finale | Finale |
| Athlète         | Épreuve           | Distance | Points   | Distance | Points  | Distance | Rang   |        |
| --------------- | ----------------- | -------- | -------- | -------- | ------- | -------- | ------ | ------ |
| Michaela Kranzl | Individuel femmes | 50,0 m   | 63,8     | 50,5 m   | 64,5    | 128,3    | 13     |        |
| Elias Tollinger | Individuel hommes | 74,0 m   | 127,4    | 71,0 m   | 118,2   | 245,6    | 7      |        |

Équipe avec combiné nordique
| Athlète                                          | Épreuve                 | 1er tour | 2e tour | Total | Rang |
| ------------------------------------------------ | ----------------------- | -------- | ------- | ----- | ---- |
| Michaela Kranzl Paul Gerstgraser Elias Tollinger | Compétition par équipes | 272,1    | 276,0   | 548,1 | 7    |

### Skeleton
| Athlète        | Épreuve           | Finale   | Finale   | Finale        | Finale |
| Athlète        | Épreuve           | Manche 1 | Manche 2 | Total         | Rang   |
| -------------- | ----------------- | -------- | -------- | ------------- | ------ |
| Stefan Geisler | Individuel hommes | 57 s 11  | 57 s 59  | 1 min 54 s 70 | 2      |

| Athlète     | Épreuve           | Finale   | Finale   | Finale  | Finale |
| Athlète     | Épreuve           | Manche 1 | Manche 2 | Total   | Rang   |
| ----------- | ----------------- | -------- | -------- | ------- | ------ |
| Carina Mair | Individuel femmes | Annulée  | 58 s 40  | 58 s 40 | 2      |

### Ski acrobatique

#### Skicross
Hommes
| Athlète        | Épreuve          | Qualification | Qualification | 1/4 de finale | Demi-finale | Finale   |
| Athlète        | Épreuve          | Temps         | Rang          | Rang          | Rang        | Rang     |
| -------------- | ---------------- | ------------- | ------------- | ------------- | ----------- | -------- |
| Michael Schatz | Ski cross hommes | 57.76         | 6             | Annulées      | Annulées    | Annulées |

Femmes
| Athlète             | Épreuve          | Qualification | Qualification | 1/4 de finale | Demi-finale | Finale   |
| Athlète             | Épreuve          | Temps         | Rang          | Rang          | Rang        | Rang     |
| ------------------- | ---------------- | ------------- | ------------- | ------------- | ----------- | -------- |
| Michelle Buchholzer | Ski cross femmes | 58 s 38       | 1             | Annulées      | Annulées    | Annulées |

#### Ski half-pipe
| Athlète           | Épreuve              | Qualification | Qualification | Finale | Finale |
| Athlète           | Épreuve              | Points        | Rang          | Points | Rang   |
| ----------------- | -------------------- | ------------- | ------------- | ------ | ------ |
| Elisabeth Gram    | Ski half-pipe femmes | 87,00         | 1 Q           | 84,75  | 1      |
| Daniel Walchhofer | Ski half-pipe hommes | 52,75         | 11 Q          | 66,25  | 9      |

### Ski alpin

#### Hommes
| Athlète       | Épreuve      | Finale          | Finale          | Finale          | Finale          |
| Athlète       | Épreuve      | Manche 1        | Manche 2        | Total           | Rang            |
| ------------- | ------------ | --------------- | --------------- | --------------- | --------------- |
| Mathias Graf  | Slalom       | 40 s 16         | 40 s 19         | 1 min 20 s 35   | 3               |
| Mathias Graf  | Slalom géant | 58 s 34         | N'a pas terminé | N'a pas terminé | N'a pas terminé |
| Mathias Graf  | Super-G      |                 |                 | 1 min 05 s 62   | 10              |
| Mathias Graf  | Combiné      | 1 min 04 s 16   | 38 s 51         | 1 min 42 s 67   | 7               |
| Marco Schwarz | Slalom       | N'a pas terminé | N'a pas terminé | N'a pas terminé | N'a pas terminé |
| Marco Schwarz | Slalom géant | 57 s 31         | 54 s 39         | 1 min 51 s 70   | 1               |
| Marco Schwarz | Super-G      |                 |                 | N'a pas terminé | N'a pas terminé |
| Marco Schwarz | Combiné      | 1 min 03 s 32   | 37 s 13         | 1 min 40 s 45   | 1               |

#### Femmes
| Athlète              | Épreuve      | Finale           | Finale           | Finale           | Finale           |
| Athlète              | Épreuve      | Manche 1         | Manche 2         | Total            | Rang             |
| -------------------- | ------------ | ---------------- | ---------------- | ---------------- | ---------------- |
| Christina Ager       | Slalom       | 41 s 89          | N'a pas terminée | N'a pas terminée | N'a pas terminée |
| Christina Ager       | Slalom géant | 58 s 90          | 1 min 00 s 23    | 1 min 59 s 13    | 9                |
| Christina Ager       | Super-G      |                  |                  | 1 min 06 s 06    | 3                |
| Christina Ager       | Combiné      | N'a pas terminée | N'a pas terminée | N'a pas terminée | N'a pas terminée |
| Martina Rettenwender | Slalom       | N'a pas terminée | N'a pas terminée | N'a pas terminée | N'a pas terminée |
| Martina Rettenwender | Slalom géant | 59 s 33          | N'a pas terminée | N'a pas terminée | N'a pas terminée |
| Martina Rettenwender | Super-G      |                  |                  | 1 min 06 s 10    | 5                |
| Martina Rettenwender | Combiné      | 1 min 05 s 84    | 36 s 41          | 1 min 42 s 25    | 5                |

#### Équipe
| Athlète                                                        | Épreuve                              | Quart de finale | Demi-finale  | Finale        | Rang |
| -------------------------------------------------------------- | ------------------------------------ | --------------- | ------------ | ------------- | ---- |
| Martina Rettenwender Marco Schwarz Christina Ager Mathias Graf | Épreuve parallèle par équipes mixtes | Canada V 4-0    | France V 2-2 | Norvège V 3-1 | 1    |

### Ski de fond

#### Hommes
| Athlète                 | Épreuve | Finale        | Finale |
| Athlète                 | Épreuve | Temps         | Rang   |
| ----------------------- | ------- | ------------- | ------ |
| Alexander Gotthalmseder | 10 km   | 32 min 34 s 6 | 26     |
| Johannes Fabian Kattnig | 10 km   | 33 min 57 s 6 | 34     |

#### Femmes
| Athlète         | Épreuve | Finale        | Finale |
| Athlète         | Épreuve | Temps         | Rang   |
| --------------- | ------- | ------------- | ------ |
| Sandra Bader    | 5 km    | 17 min 26 s 2 | 28     |
| Lisa Unterweger | 5 km    | 16 min 42 s 9 | 22     |

### Sprint
| Athlète                 | Épreuve       | Qualification | Qualification | Quart de finale | Quart de finale | Demi-finale   | Demi-finale   | Finale        | Finale        |
| Athlète                 | Épreuve       | Total         | Rang          | Total           | Rang            | Total         | Rang          | Total         | Rang          |
| ----------------------- | ------------- | ------------- | ------------- | --------------- | --------------- | ------------- | ------------- | ------------- | ------------- |
| Alexander Gotthalmseder | Sprint hommes | 1 min 49 s 96 | 27 Q          | 1 min 52 s 2    | 5               | Non qualifié  | Non qualifié  | Non qualifié  | Non qualifié  |
| Johannes Fabian Kattnig | Sprint hommes | 1 min 46 s 16 | 9 Q           | 1 min 48 s 2    | 1 Q             | 5 min 28 s 0  | 6             | Non qualifié  | Non qualifié  |
| Sandra Bader            | Sprint femmes | 1 min 59 s 84 | 5 Q           | 2 min 29 s 4    | 6               | Non qualifiée | Non qualifiée | Non qualifiée | Non qualifiée |
| Lisa Unterweger         | Sprint femmes | 1 min 59 s 15 | 4 Q           | 2 min 02 s 2    | 2 Q             | 2 min 02 s 0  | 6             | Non qualifiée | Non qualifiée |

#### Mixte
| Athlète                                                                 | Épreuve                           | Finale            | Finale  | Finale |
| Athlète                                                                 | Épreuve                           | Temps             | Manqués | Rang   |
| ----------------------------------------------------------------------- | --------------------------------- | ----------------- | ------- | ------ |
| Julia Reisinger Lisa Unterweger Michael Pfeffer Alexander Gotthalmseder | Relais mixte ski de fond/biathlon | 1 h 06 min 22 s 9 | 2+5     | 7      |

### Snowboard
| Athlète            | Épreuve           | Qualification | Qualification | Qualification | Demi-finale  | Demi-finale  | Demi-finale  | Finale       | Finale       | Finale       |
| Athlète            | Épreuve           | Manche 1      | Manche 2      | Rang          | Manche 1     | Manche 2     | Rang         | Manche 1     | Manche 2     | Rang         |
| ------------------ | ----------------- | ------------- | ------------- | ------------- | ------------ | ------------ | ------------ | ------------ | ------------ | ------------ |
| Roland Hörtnagl    | Half-pipe hommes  | 42,25         | 10,75         | 12            | Non qualifié | Non qualifié | Non qualifié | Non qualifié | Non qualifié | Non qualifié |
| Roland Hörtnagl    | Slopestyle hommes | 42,75         | 45,25         | 12            |              |              |              | Non qualifié | Non qualifié | Non qualifié |
| Philipp Kundratitz | Half-pipe hommes  | 31,25         | 18,00         | 14            | Non qualifié | Non qualifié | Non qualifié | Non qualifié | Non qualifié | Non qualifié |
| Philipp Kundratitz | Slopestyle hommes | 46,50         | 41,75         | 11            |              |              |              | Non qualifié | Non qualifié | Non qualifié |

| Athlète         | Épreuve           | Qualification | Qualification   | Qualification | Demi-finale   | Demi-finale   | Demi-finale   | Finale        | Finale        | Finale        |
| Athlète         | Épreuve           | Manche 1      | Manche 2        | Rang          | Manche 1      | Manche 2      | Rang          | Manche 1      | Manche 2      | Rang          |
| --------------- | ----------------- | ------------- | --------------- | ------------- | ------------- | ------------- | ------------- | ------------- | ------------- | ------------- |
| Birgit Rofner   | Slopestyle femmes | 59,75         | 52,75           | 9 Q           |               |               |               | 33,50         | 49,50         | 8             |
| Johanna Sternat | Half-pipe femmes  | 10,25         | N'a pas débutée | 15            | Non qualifiée | Non qualifiée | Non qualifiée | Non qualifiée | Non qualifiée | Non qualifiée |
| Johanna Sternat | Slopestyle femmes | 53,50         | 51,50           | 11            |               |               |               | Non qualifiée | Non qualifiée | Non qualifiée |